# Sergejs Mironovs
Sergejs Mironovs (ur. 1 listopada 1993) – łotewski zapaśnik walczący w stylu klasycznym. Zajął 21. miejsce na mistrzostwach Europy w 2014. Wicemistrz nordycki w 2011 roku.